# Gunnar Grauers
Gunnar Henrik Grauers, född den 25 mars 1878 i Göteborgs Kristine församling, Göteborgs och Bohus län, död den 21 januari 1949 i Göteborgs Johannebergs församling, Göteborgs och Bohus län, var en svensk ingenjör.
Grauers, som var son till fabrikör Justus Leonard Grauers och Maria Carolina Johansson, avlade studentexamen i Göteborg 1897 och utexaminerades från Chalmers tekniska institut 1902. Han praktiserade och studerade vid olika elektriska industrier och fabriker i USA 1902–1905, var ingenjör vid Aseas filial i Göteborg 1905–1907, blev ingenjör vid Göteborgs stads elverk 1907, driftsingenjör där 1908 och var överingenjör 1915–1943. Han var kompanichef och ledamot av Göteborgs landstormsförening 1914. Grauers är begravd på Östra kyrkogården i Göteborg.